# Hôtel Barbette
Das Hôtel Barbette war ein Hôtel particulier in Paris, das zu Beginn des 15. Jahrhunderts und erneut Mitte des 16. Jahrhunderts eine bedeutende Rolle spielte.
Es stand im 3. Arrondissement auf der Fläche eines Parallelogramms von mehr als 100 Metern Breite an der Straßenfront, 180 Metern Breite an der Rückseite und 150 Metern Tiefe an der Ostseite der heutigen Rue Vieille du Temple ein wenig außerhalb der Stadtmauer Philipp Augusts, aber innerhalb der Stadtmauer Étienne Marcels. Die Straße, die am Hôtel vorbeiführte, hieß seinerzeit Rue Barbette (die heutige Rue Barbette ist eine Querstraße dazu, die durch das damalige Gebäude führt), das Stadttor, welches die Rue Vieille du Temple von der Rue Barbette trennte, wurde nach dem Gebäude Porte Barbette genannt. Das Grundstück wurde umschlossen von
- der Rue Vieille du Temple (um 1380 Rue Barbette)
- der Rue des Franc Bourgeois (damals Rue de Paradis/Rue des Vieilles Poulies)
- der Rue Payenne, und
- der Rue de la Perle (damals Rue de Thorigny).

Das Hôtel Barbette stammt aus dem 13. Jahrhundert, seine Erbauer gehörten zu der  aus der Champagne stammenden Familie Barbette, die besonders gegen Ende dieses und zu Beginn des 14. Jahrhunderts ihren Zenit hatte: Pierre Barbette war damals Erzbischof von Reims (1274–1298), sein Neffe Étienne Barbette (II.) wurde zweimal (1298–1303 und 1313–1318) Prévôt des marchands. Bei einem Volksaufstand im Jahr 1306 wurde das Hôtel geplündert, nachdem Étienne Barbette als Finanzberater Philipps IV. zum dritten Mal eine Geldentwertung vorgenommen hatte.
Jean de Montaigu (1363–1409) kaufte das Hôtel Barbette, ließ es neu bauen, und verkaufte es an Königin Isabeau (1370–1435) weiter, die in diesem Haus mindestens eines ihrer Kinder zur Welt brachte, nämlich am 10. November 1407 den Prinzen Philipp, der wenige Stunden später bereits starb. Knapp zwei Wochen später, am 23. November 1407 wurde Herzog Ludwig von Orléans, als er nach einem Besuch bei der Königin das Hôtel Barbette verließ, von etwa fünfzehn Männern ermordet, die im Auftrag seines Konkurrenten Johann Ohnefurcht, Herzog von Burgund, handelten. Dieser Mord war der Auftakt für den Bürgerkrieg der Armagnacs und Bourguignons.
Später befand sich das Haus im Besitz der Familie Brézé, von denen Louis de Brézé, Graf von Maulévrier, es seiner Ehefrau Diana von Poitiers (1499/1500–1566) gab, die hier ihren Geliebten, den König Heinrich II. (1519–1559) empfing. Ihre Töchter teilten den Besitz 1561 auf, um ihn zu verkaufen. Teile des Bauwerks wurden niedergerissen, neue Straßen wurden gezogen, der Marschall Francois-Anne d’Estrées, Vater von Gabrielle d’Estrées, ließ hier ein neues Palais errichten. Seine Nachfolger waren La Briffe und Bourrée de Corberon – die Gebäude jedoch, offiziell Hôtel d’Estrées genannt, hießen im Volksmund weiterhin Hôtel Barbette.
An der Ecke der Rue Vieille du Temple und der Rue des Francs-Bourgeois steht noch ein Haus mit einem überhängenden Türmchen im gotischen Stil, ein letzter Rest des Hôtel Barbette.